# Yoga pyrops
A Yoga pyrops a csontos halak (Osteichthyes) főosztályának a sugarasúszójú halak (Actinopterygii) osztályába, ezen belül a sügéralakúak (Perciformes) rendjébe, a gébfélék (Gobiidae) családjába és a Gobiinae alcsaládjába tartozó faj.
Nemének egyetlen faja.

## Előfordulása
A Yoga pyrops előfordulási területe a Csendes-óceán nyugati részén van. Ausztrália egyik endemikus hala.

## Életmódja
Trópusi, tengeri halfaj, amely a tengerfenék közelében él.